# Veronica Baron
Veronica Baron (XVI secolo – XVII secolo) è stata una tipografa italiana.

## Biografia
Veronica Baron, editrice e tipografa attiva a Venezia tra il XVI e XVII secolo è stata erede e vedova di Melchiorre Sessa, grande editore e tipografo luganese, trasferitosi a Venezia. La loro attività rimase in vigore e in produzione almeno sino al 1629. Dopo la morte del marito, l'intera attività passerà in eredità alla vedova Veronica e ai figli, principalmente ai figli Giovan Battista il Giovane e Melchiorre, che saranno di basilare importanza per l'estensione del mercato a livello nazionale, grazie ai grandi rapporti di amicizia con i grandi investitori di capitali dell'epoca e ai forti legami con molti scrittori ed editori in voga in quel determinato momento.
Veronica amministrò l'attività almeno sino al 1582 sempre con l'aiuto dei figli (specialmente di Giovan Battista e Melchiorre) e di alcuni amici, che diverranno soci editoriali del marchio Sessa.
Grazie all'attenta collaborazione dei figli, da dopo la morte del marito, Veronica riuscì a organizzare una pseudo-società composta da editori e tipografi del canone di Girolamo Polo e Alessandro Griffo, discendente di Francesco Griffo. 
Sempre tramite gli atti notarili veneziani, è emerso che Veronica diresse l'attività ereditandola su volere del compianto marito, soltanto dopo la morte avvenuta nell'anno 1565, mentre i figli iniziarono a comparire già come eredi dell'attività qualche anno prima.
Comparirà, nelle edizioni, non come Veronica, ma sotto l'appellativo di "Erede di Melchiorre Sessa" oppure "Vedova di Melchiò".
Veronica decise di continuare a utilizzare come marca editoriale il gatto con il topo in bocca oppure l'aquila con gli artigli su un cervo ucciso su cui si getta un altro uccello. Rimasero come segni distintivi delle loro stampe sino al 1629, anno in cui presumibilmente terminò l'attività della famiglia Sessa.

## Attività
L'aumento della richiesta di copie costrinse l'intera famiglia, che lavorava nell'impresa, a diminuire la precisione e la purezza delle diverse stampe per ottenere un prodotto molto più appetibile dal mercato. Questo si riscontra affiancando una stampa dei Sessa prima della morte di Melchiorre nel 1565 e una invece successiva alla sua morte. Questa tattica fu attuata ad esempio per le continue ristampe del "Virgilio" che prevedeva molte stampe ed edizioni commentate, ad esempio de "Le Georgiche" o de "Le Bucoliche".
Durante questa azione-strategia imprenditoriale, Veronica sarà di basilare importanza, consolidando il suo ruolo da tipografa ed editrice al femminile. Questo elemento, nel XVI e XVII secolo, era cosa nuova, ossia non vi erano tipografe donne, o meglio vi erano ma si scopriranno soltanto dopo celarsi dietro la denominazione di "erede" o "vedova". La figura di Veronica sarà riconducibile, ad esempio, a quella di Girolama De Cartolari, grande editrice laziale. Molte ristampe del "Virgilio" sono di sicuro attribuibili a lei e al figlio maggiore.
Grazie ai suoi accorgimenti e al suo intuito imprenditoriale, l'azienda dei Sessa si rafforzò in maniera cospicua. Diventò sovranazionale, estendendone i volumi d'editoria e le linee di commercio. Organizzò la produzione con i suoi collaboratori tenendo conto della produzione libraria del momento e, soprattutto, tenendo conto dei bisogni e delle esigenze del pubblico compratore. Molte stampe furono rese possibili, grazie alla collaborazione, intrapresa in quegli anni, con la famiglia Giunta.
Decise di costruire un vero e proprio magazzino librario, prendendo d'esempio quello che stavano costruendo alcuni appartenenti della famiglia Varisco, altro gruppo molto conosciuto nel settore editoriale e tipografico, che aiutarono sempre la famiglia di Veronica.
Successivamente Veronica iniziò a collaborare con nuovi collaboratori esterni, conosciuti alla Fiera di Lanciano. Proprio durante questo evento, attivò molte collaborazioni con stampatori, editori e tipografi napoletani e molisani. Questo allargò ulteriormente il mercato, a livello nazionale, facendolo estendere sino alla zona centro-meridionale dell'Italia.
Proprio in questo periodo il mercato aumentò ancora di più e l'attività editoriale divenne frenetica. Le stampe della casa dei Sessa predominavano la scena veneziana ma, grazie agli ultimi rapporti di lavoro con gli stampatori di Campobasso e Napoli, iniziarono a essere editi e venduti nella zona centro-meridionale dell'Italia. Di basilare importanza divenne, ad esempio, la bottega di Campobasso.

## La bottega di Campobasso
Veronica aprì, grazie alle nuove amicizie fatte alla Fiera di Lanciano, una bottega locata nella città di Campobasso, con alcuni locali al piano superiore che si scopriranno fungere da magazzini. Proprio in questa bottega, grazie al figlio Giovan Battista il Giovane e al figlio Melchiorre il Vecchio, si concretizzarono grandi scambi culturali e letterari con personaggi come Giovanni Fabrini, Filippo Venuti e Ugo da Carpi. 
Costoro aiutarono Veronica e i figli a produrre nuove edizioni, specialmente negli anni compresi tra il 1557 e il 1561, di tesi in volgare di opere di Virgilio e Orazio. Erano presenti anche edizioni che riguardavano temi religiosi e relativi alle pratiche di medicina.

## Edizioni stampate
Facendo riferimento al periodo di attività, sono presenti molte pubblicazioni contrassegnate dall'appellativo "eredi". Sappiamo che Veronica lavorò principalmente tra il 1565 e il 1589. Vengono riportate qui di seguito, in ordine cronologico, le opere principali, presumibilmente attribuibili a Veronica, naturalmente con l'aiuto dei figli Giovan Battista il Giovane e Melchiorre, nell'arco cronologico 1567-1583, stampate tutte a Venezia.
1567 Aesopus, Aesopi Phrygis et aliorum fabulae quorum nomina sequens pagella indicabit. Elegantissimis iconibus in gratiam studiosae iuuentutis illustratae, pluribusque auctae, & diligentius quam ante hac emendatae. Cum indice locupletissimo. (CNCE 392)
1567 Aesopus, Fauole. (CNCE 394) 
1567 Ammiani Sebastiano, Discorsi predicabili per documento del viuer christiano. Da varij luoghi raccolti, per il reuerendo padre maestro Sebastiano Ammiani Fanese. (CNCE 1556)
1567 S. Antonio, Opera di s. Antonino arciuescouo fiorentino, da lui medesimo composta in volgare, vtilissima, & necessaria alla instruttione de i sacerdoti, et di qualunque altra persona, laquale desidera sapere viuere christianamente, & confessarsi bene de i suoi peccati. Con vna breue instruttione, per i sacerdoti curati. Di nuouo ristampata, & da infiniti errori emendata.  (CNCE 2071)
1568 S. Antonio, Opera di s. Antonino arciuescouo fiorentino. Da lui medesimo composta in volgare, vtilissima, & necessaria alla instruttione de i sacerdoti, & di qualunque altra persona, la quale desidera sapere viuere christianamente, & confessarsi bene de i suoi peccati. Con vna breue instruttione per i sacerdoti curati. Di nuouo ristampata, et da infiniti errori emendata. (CNCE 2075)
1571 Sebastiano Ammiani, Discorsi predicabili per documento del uiuer christiano, seconda parte. Del r.p.m. Sebastiano de gli Ammiani da Fano, scrittore dell'Ordine de fr. eremitani di s. Agostino. Con alcuni discorsi contra molte bestemmie di Paolo Vergerio, quale egli dà contra l'autorità del sommo pontefice. (CNCE 1559)
1572 Aesopus, Aesopi et aliorum fabulae. (CNCE 397)
1573 Giuseppe Alcaini, Meditationi del r.p.f. Iosef Alcaino veneto dell'ord. de Pred. sopra il salmo Miserere mei et in te Domine speraui, con l'espositione del Pater noster, del Credo, & de' dieci precetti, per modo di contemplatione: doue s'impara con molta facilità a fuggir le tentationi diaboliche, & hauere speranza nella gran misericordia di Dio. Con la tauoladelle cose più notabili contenute nella presente opera. (CNCE 828)
1579 Johannes Altenstaig, Lexicon theologicum vocabulorum descriptiones, diffinitiones & interpretationes, omnes sacrae theologiae studiosis, ac diuini verbi concionatoribus magno usui futurum: summo studio, & labore concinnatum a Ioanne Altenstaig Mindelhaimensi, sacrae theologiae doctore. Opus quod vetustate consenuerat, noua hac editione, ab infinitis pene mendis et erroribus, quibus antea scatebat, repurgauimus. (CNCE 1256)
1581 Manuel Alvares, De institutione grammatica libri tres. (CNCE 1337)
1581 Manuel Alvares, Emmanuelis Aluari e Societate Iesu, De institutione grammatica libri tres. (CNCE 1338)
1582 Johannes Altenstaig Lexicon theologicum complectens vocabulorum descriptiones, diffinitiones & interpretationes, omnibus sacrae theologiae studiosis, ac diuini verbi concionatoribus magno usui futurum: summo studio, & labore concinnatum a Ioanne Altenstaig Mindelhaimensi, sacrae theologiae doctore. Opus hoc quod vetustate consenuerat, noua hac editione, ab infinitis pene mendis et erroribus, quibus antea scatebat, repurgauimus. (CNCE 1257)
1583 Lexicon theologicum complectens vocabulorum descriptiones, diffinitiones & interpretationes, omnibus sacrae theologiae studiosis, ac diuini verbi concionatoribus magno usui futurum: summo studio & labore concinnatum a Ioanne Altenstaig Mindelhaimensi. (CNCE 1258)